# Quinto Nevio Cordo Sutorio Macrone
Quinto Nevio Cordo Sutorio Macrone, o Sertorio Macrone (in latino Quintus Naevius Cordus Sutorius (Sertorius) Macro; Alba Fucens, 21 a.C. – 38), meglio noto semplicemente come Nevio Sutorio Macrone o Macrone, è stato un militare e politico romano, prefetto del pretorio succeduto a Seiano nel 31.

## Biografia

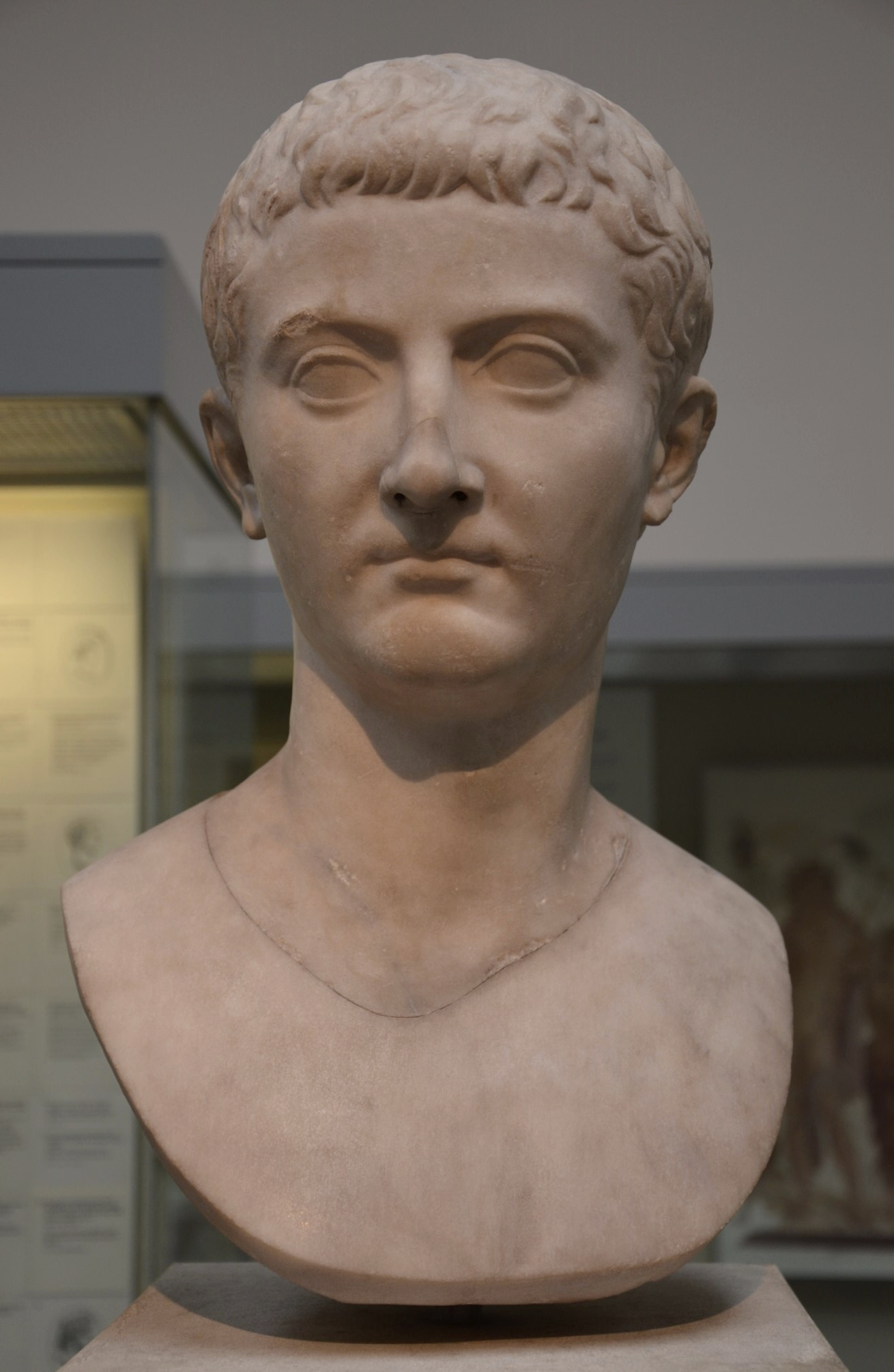
Busto di Tiberio (British Museum, Londra)

### Carriera politica e caduta di Seiano
Macrone nacque ad Alba Fucens (sito archeologico dell'odierno comune di Massa d'Albe, in provincia dell'Aquila), nella propagine orientale del Latium vetus, corrispondente all'antico territorio degli Equi, nel 21 a.C., figlio d'un certo Quinto Nevio, attestato alla gens Naevia. Tracce epigrafiche nella sua città natale ci testimoniano che egli ricopri sotto Tiberio, non si sa a partire da quale data, il ruolo di prefetto dei vigili. Nel 31, Tiberio, che si trovava a Capri da quattro anni ormai, temendo per le ambizioni del prefetto del pretorio Lucio Elio Seiano, nominò in gran segreto Macrone al posto di questi per tale incarico, in virtù del fatto d'essere ancora peggiore. Alcuni sospettano che Macrone possa aver agito come spia del principe,, oltre ad essere usato come strumento per la caduta in disgrazia di Seiano. Infatti, quando Tiberio decise di agire contro il proprio ministro, istruì Macrone d'entrare nella capitale di notte e di avere un abboccamento con il console Publio Memmio Regolo ed il prefetto dei vigili Grecinio Lacone.
La mattina seguente, Macrone salì sul Palatino (dove, nel tempio di Apollo, il senato si sarebbe riunito), e lì incontrò Seiano, preoccupato del fatto che Tiberio non gli avesse inviato nessun messaggio. Macrone tuttavia disse al prefetto che il principe intendeva conferirgli la potestà tribunizia. Eccitato dalla notizia, Seiano entrò giubilante nel tempio, mentre Macrone inviava i pretoriani che scortavano il prefetto ai Castra Praetoria, rivelandogli la propria nomina, sostituendoli con i vigili di Lacone. Infine lui stesso corse ai Castra Praetoria, per evitare disordini.
Intanto venne letta la lettera di Tiberio, che, con lo sbigottimento generale, chiedeva l'arresto di Seiano e di due senatori a lui collegati. Il prefetto venne giudicato dal Senato e giustiziato il giorno stesso, dato che i pretoriani non avevano reagito al suo arresto, come invece temeva Tiberio. Tutti i congiunti e gli alleati di Seiano vennero parimenti perseguitati, ed in questo contesto Macrone riuscì a disfarsi di molti dei propri nemici, come Mamerco Scauro. Costui venne infatti accusato di aver alluso a Tiberio in alcuni versi di una sua tragedia, di aver praticato adulterio con Livia e di pratiche magiche. Scauro, per sfuggire alla condanna, si diede la morte tagliandosi le vene, suggerito dalla moglie Sestia, che si uccise assieme al marito. Nel 37, inoltre, Lucio Arrunzio fu accusato d'aver compiuto adulterio con Albucilla. L'ascolto dei testimoni e la tortura degli schiavi furono però fatti in presenza di Macrone, e ciò, unito al fatto che non fosse giunta nessuna lettera da Tiberio contro l'accusato, fece sospettare a molti che il prefetto avesse montato l'accusa contro Arrunzio approfittando della debolezza dell'ormai anziano imperatore. Lucio Arrunzio decise anch'esso di darsi la morte, tagliandosi le vene.

### Caligola

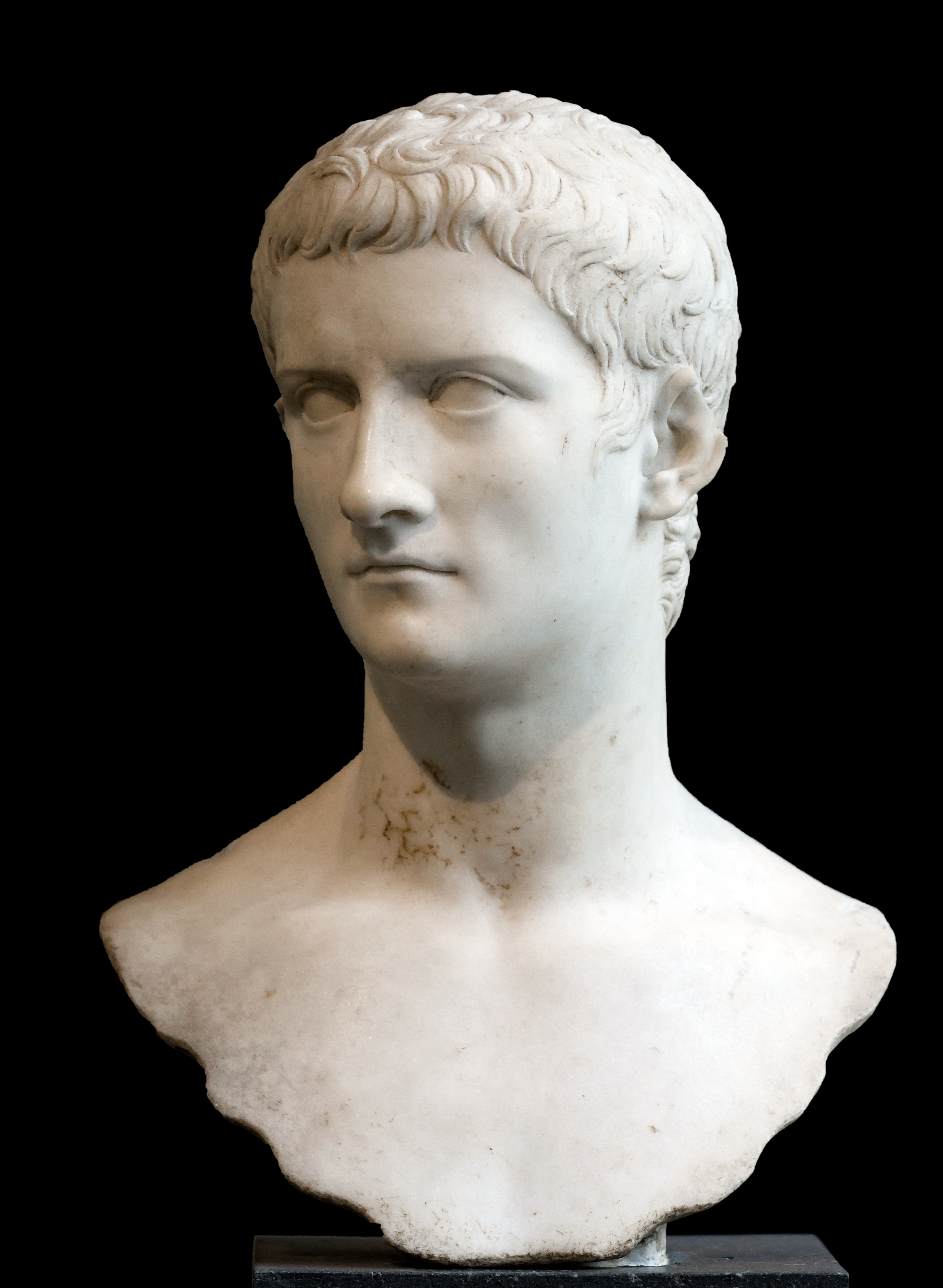
Busto di Caligola (Metropolitan Museum of Art, New York)

Macrone sembra aver avuto un profondo rapporto con Caligola, adottato come successore da Tiberio, anche prima che questi salisse sul trono, forse perché a questi piaceva l'adulazione del prefetto.  La moglie di Macrone, Ennia Trasilla, era inoltre amante del futuro imperatore, il quale promise addirittura di sposarla. Macrone, dal canto suo, metteva a tacere i dubbi di Tiberio, il quale, vedendo nel giovane Caligola comportamenti crudeli, dubitava sul fatto che questi fosse pronto ad assumere un incarico così solenne come quello di imperatore, sostenendo che avrebbe sorvegliato sulla condotta del futuro sovrano.
Nel 37, le condizioni di Tiberio si aggravarono e sembrò essere morto, tant'è che Caligola era già stato acclamato imperatore. Tuttavia l'anziano imperatore si riprese, gettando tutti nel panico; Macrone tuttavia non perse la calma e fece soffocare Tiberio sotto le sue stesse coperte. Fu sempre il prefetto a portare in Senato il testamento di Tiberio. Sotto il nuovo principe, Macrone raggiunse inoltre una grandissima influenza, tanto che Caligola si rifiutava addirittura di conferire con la nonna Antonia minore se non in presenza del prefetto.

### Caduta e morte
Ben presto, tuttavia, Caligola iniziò a non sopportare più l'autorità del proprio prefetto. Incominciava ad inventare accuse contro Macrone, e si ingegnava in tutti i modi per incriminarlo. La sfortuna del prefetto fu anche quella d'essere amico di Aulo Avilio Flacco, il quale era stato a sua volta sostenitore di Tiberio Gemello, che Tiberio aveva lasciato come altro possibile erede nel proprio testamento, il che, agli occhi del principe, era una gravissima offesa. Così, quando Macrone fu chiamato a succedere a Flacco stesso come prefetto d'Egitto, Caligola inviò a lui, alla moglie ed ai figli l'ordine di suicidarsi. L'eredità di Macrone, tuttavia, non fu requisita, probabilmente perché era morto suicida, e così poté essere impiegata, secondo il testamento del prefetto, nella costruzione dell'anfiteatro romano di Alba Fucens.

### Esplicative
1. ↑  Secondo Tacito, era stato Macrone stesso ad istigare la moglie a legare sé il giovane principe, fingendosene innamorata; secondo Svetonio, invece, Caligola aveva deciso di coltivare una relazione con la moglie di Macrone per guadagnarsi l'amicizia di quest'ultimo e facilitare la propria scalata al potere. In realtà, se Macrone fosse stato costretto a concedere la moglie a Caligola o meno, è questione di dibattito. Tacito, Annales, VI.45; Svetonio, Gaio Cesare, XII; De Visscher, p. 249.
2. ↑  Questa versione dei fatti ci è stata tramandata da Tacito; cionondimeno, appare più verosimile che l'imperatore sia morto di morte naturale. Infatti, data la fama che Caligola acquisirà durante il suo principato, questo genere di dicerie sono prevedibili; Levick, p. 175.

### Bibliografiche
1. 1 2 3 4  AE 1957, 250.
2. ↑  OCD 1996, p. 1458.
3. ↑  Cassio Dione, LIX.10.6; De Visscher, pp. 250-251
4. ↑  Tacito, Annales, IV.67.
5. ↑  Cassio Dione, LVIII.9.2.
6. 1 2  Tacito, Annales, VI.48.
7. ↑  De Visscher, p. 248.
8. ↑  Cassio Dione, LVIII.9.3.
9. ↑  Cassio Dione, LVIII.9.4.
10. ↑  Cassio Dione, LVIII.9.5.
11. ↑  Cassio Dione, LVIII.10.1.
12. ↑  Cassio Dione, LVIII.11.4; Svetonio, Tiberio, LXV
13. ↑  Cassio Dione, LVIII.12.1.
14. ↑  Tacito, Annales, VI.29.
15. ↑  Tacito, Annales, VI.47.
16. 1 2  Svetonio, Tiberio, LXXVI.
17. ↑  Filone, De Legatione ad Gaium, VI.32.
18. ↑  Svetonio, Gaio Cesare, XII.
19. ↑  Filone, De Legatione ad Gaium, VI.34-37.
20. ↑  Tacito, Annales, VI, 50.
21. ↑  Cassio Dione, LIX.1.2.
22. ↑  Svetonio, Gaio Cesare, XXIII.
23. ↑  Filone, De Legatione ad Gaium, VIII.57.
24. 1 2  De Visscher, pp. 250-251.
25. ↑  Cassio Dione, LIX.10.6; Svetonio, Gaio Cesare, XXVI; De Visscher, pp. 250-251
26. ↑  De Visscher, pp. 252-253.